# Villa Forni Cerato
La villa Forni Cerato à Montecchio Precalcino, province de Vicence, en Vénétie, est une villa veneta vénitienne réalisée par l'architecte Andrea Palladio vers 1565.

## Historique
La singularité est que Palladio est intervenu ici sur une villa préexistante, propriété de Girolamo Forni, un marchand de bois aisé, qui en outre était peintre et collectionneur d'antiquités.

## Description
La villa est de style minimaliste, construite sur un plan très simple, sans l'application des proportions mathématiques habituelles aux constructions palladiennes, au point que l'authenticité de la paternité de la villa a pu être parfois mise en doute.
En fait, l'étrangeté de cette construction si peu palladienne est précisément due à l'intervention du maître sur une construction déjà bâtie, sur laquelle il était difficile d'appliquer de savants dessins aux proportions élaborées.
La façade est agrémentée de fenêtres et ouvertures typiquement palladiennes, avec une loggia à serlienne simplifiée. L'utilisation de bas-reliefs est elle-même réduite à sa plus simple expression.

## État actuel
En 2007, le bâtiment semble abandonné, livré aux courants d'air et aux herbes folles.
2024: elle a été entièrement rénovée.
La villa n'est pas ouverte au public.

## Images

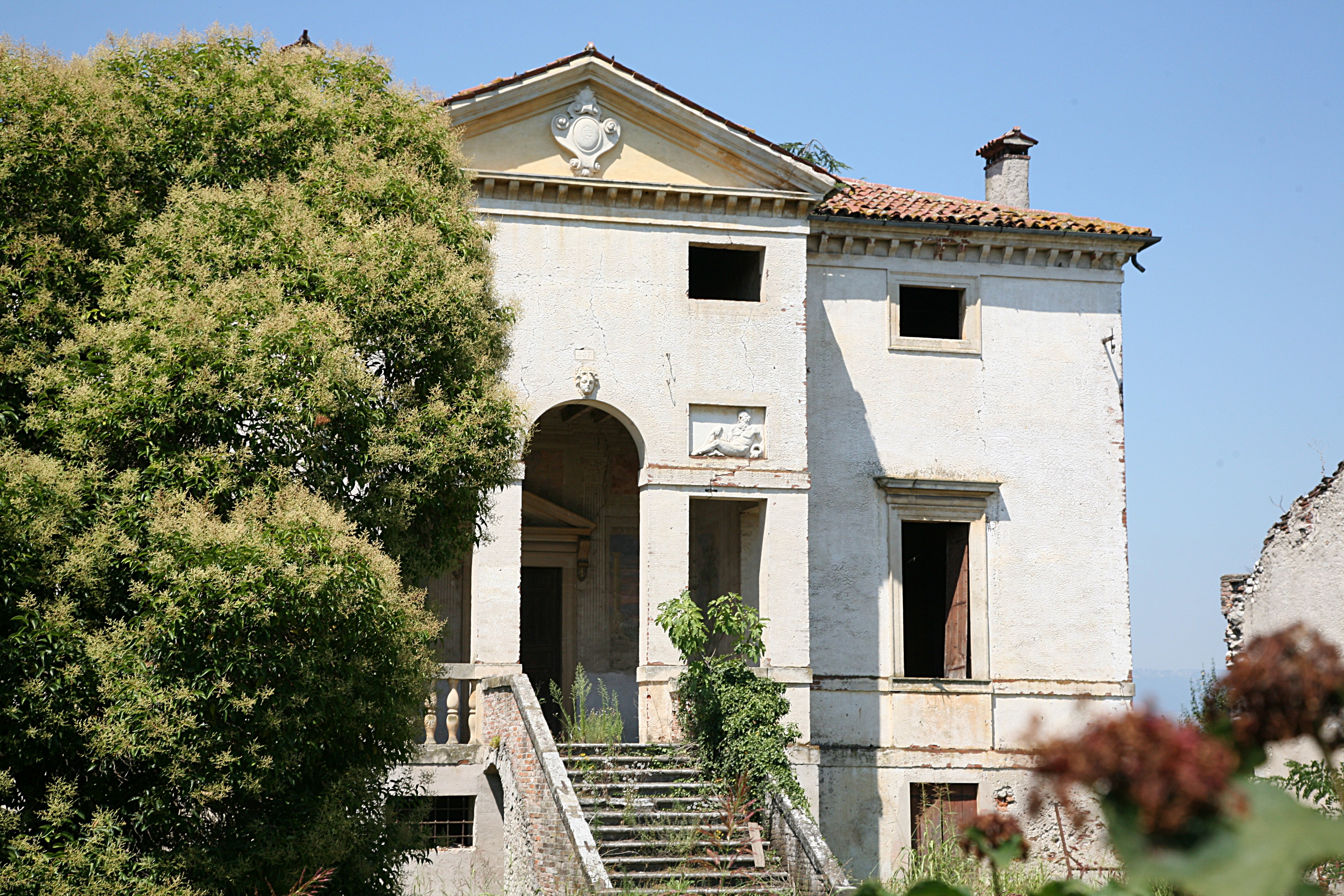
Autre vue de la façade.
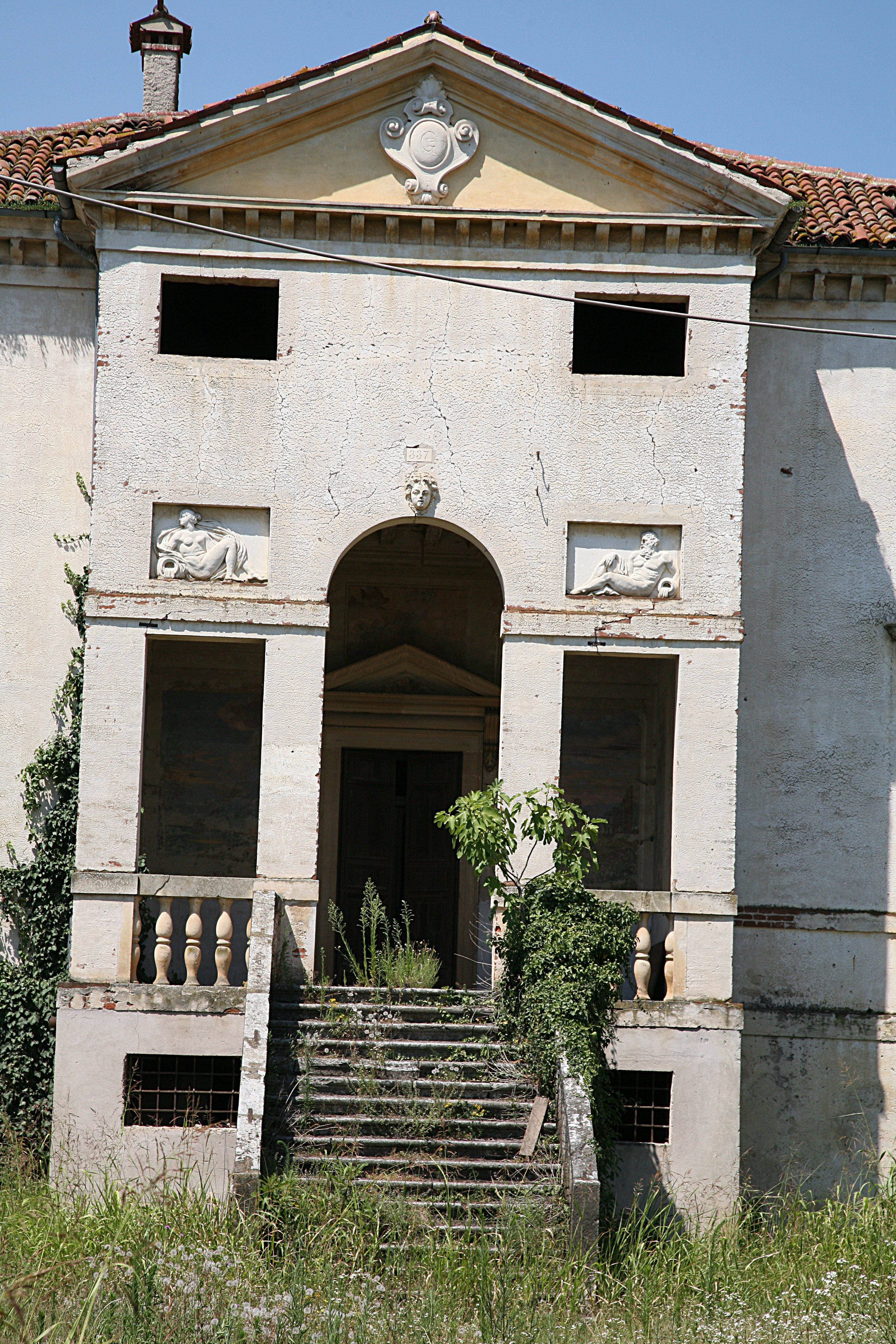
Détail de la loggia.
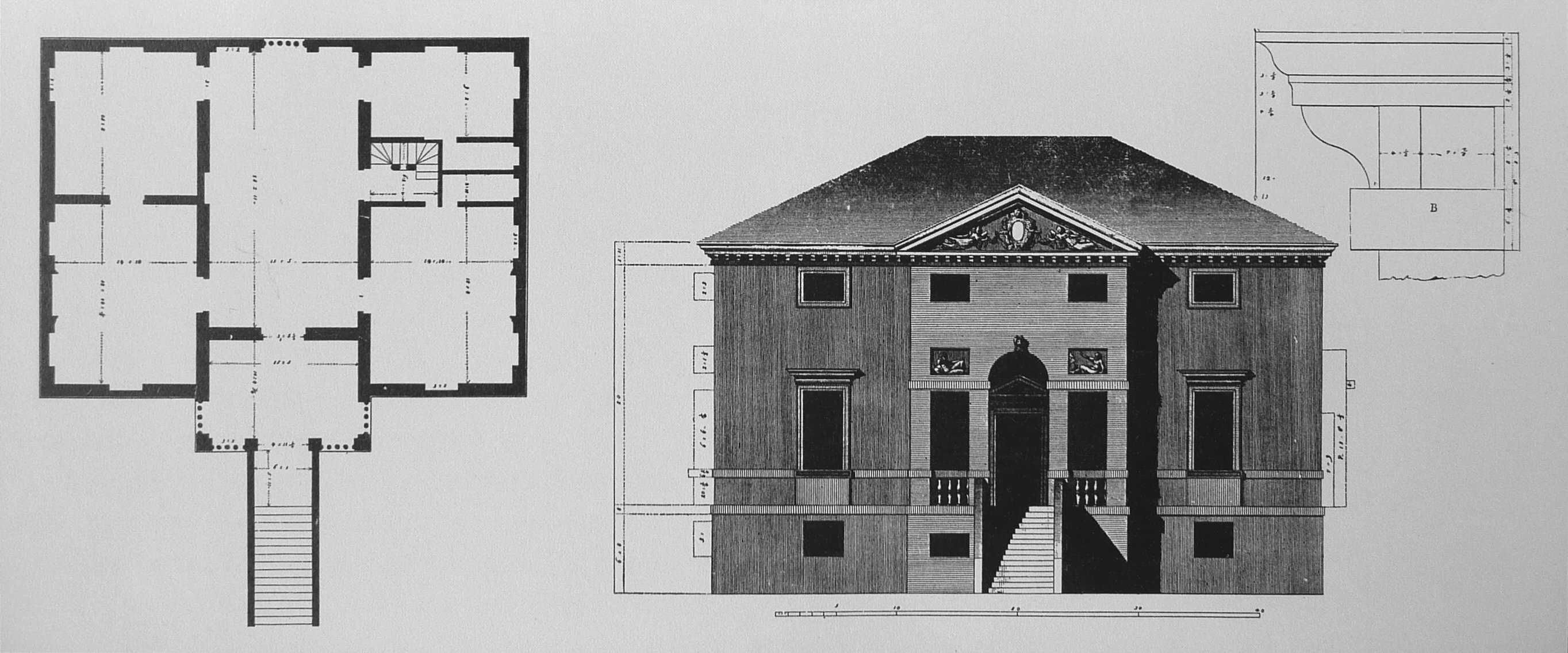
Plan et façade dus à Ottavio Bertotti-Scamozzi.